# Primeira Liga de 2020–21
A Primeira Liga de 2020–21, conhecida também como Liga NOS por razões de patrocínio, foi a 87.ª edição da liga de futebol de maior escalão de Portugal.

## Transmissões televisivas
Em Portugal, todos os jogos são transmitidos pela Sport TV, à excepção dos jogos em casa do SL Benfica, que são transmitidos no canal BTV. A RTP Internacional também passa um jogo por cada jornada.
No Brasil o campeonato é transmitido em televisão fechada pela ESPN Brasil e Fox Sports Brasil. Os canais passam os principais jogos de cada jornada.

## Participantes
| Clube                | Estádio                         | Lotação                   | Prtc | Treinador        |
| -------------------- | ------------------------------- | ------------------------- | ---- | ---------------- |
| B-SAD                | Estádio Nacional do Jamor       | 37 593[carece de fontes?] | 3    | Petit            |
| Benfica              | Estádio da Luz                  | 64 647                    | 87   | Jorge Jesus      |
| Boavista             | Estádio do Bessa                | 28 263                    | 58   | Vasco Seabra     |
| Famalicão            | Estádio Municipal de Famalicão  | 5 300                     | 8    | João Pedro Sousa |
| Farense              | Estádio de São Luís             | 12 000                    | 24   | Sérgio Vieira    |
| Porto                | Estádio do Dragão               | 50 033                    | 87   | Sérgio Conceição |
| Gil Vicente          | Estádio Cidade de Barcelos      | 12 504                    | 20   | Rui Almeida      |
| Marítimo             | Estádio do Marítimo             | 10 600                    | 41   | Lito Vidigal     |
| Moreirense           | Estádio Com. Joaquim A. Freitas | 6 153                     | 11   | Ricardo Soares   |
| Nacional da Madeira  | Estádio da Madeira              | 5 500                     | 20   | Luís Freire      |
| Paços de Ferreira    | Estádio Capital do Móvel        | 9 076                     | 22   | Pepa             |
| Portimonense         | Estádio Municipal de Portimão   | 5 950                     | 18   | Paulo Sérgio     |
| Rio Ave              | Estádio dos Arcos               | 9 065                     | 27   | Mário Silva      |
| Santa Clara          | Estádio de São Miguel           | 12 500                    | 6    | Daniel Ramos     |
| Braga                | Estádio Municipal de Braga      | 30 286                    | 65   | Carlos Carvalhal |
| Sporting             | Estádio José Alvalade           | 50 095                    | 87   | Rúben Amorim     |
| Tondela              | Estádio João Cardoso            | 5 000                     | 6    | Pako Ayestarán   |
| Vitória de Guimarães | Estádio D. Afonso Henriques     | 30 000                    | 76   | Tiago Mendes     |

| Pos. | Despromovidos da Liga NOS |
| ---- | ------------------------- |
| 16.º | Vitória de Setúbal        |
| 18.º | Desportivo das Aves       |

| Pos. | Promovidos da Ledman Liga Pro |
| ---- | ----------------------------- |
| 1.º  | Nacional da Madeira           |
| 2.º  | Farense                       |

| Benfica Sporting Tondela B-SAD Portimonense Farense Famalicão Gil Vicente Paços de Ferreira Porto Boavista Rio Ave Braga Vitória de Guimarães MoreirenseLocalização das equipas da Primeira Liga de 2020–21 (Continente) | Santa ClaraLocalização das equipas da Primeira Liga de 2020–21 (Açores) MarítimoNacional da MadeiraLocalização das equipas da Primeira Liga de 2020–21 (Madeira) |

## Número de equipas por Associação de Futebol
| Associação de Futebol | Número de equipas | Equipas                                                         |
| --------------------- | ----------------- | --------------------------------------------------------------- |
| AF Braga              | 5                 | Famalicão, Gil Vicente, Moreirense, Braga, Vitória de Guimarães |
| AF Porto              | 4                 | Boavista, Porto, Paços de Ferreira, Rio Ave                     |
| AF Lisboa             | 3                 | B-SAD, Benfica, Sporting                                        |
| AF Algarve            | 2                 | Portimonense, Farense                                           |
| AF Madeira            | 2                 | Marítimo, Nacional da Madeira                                   |
| AF Ponta Delgada      | 1                 | Santa Clara                                                     |
| AF Viseu              | 1                 | Tondela                                                         |

## Tabela classificativa
Atualizado em 27 de maio de 2021[carece de fontes?]

## Play-off manutenção/promoção
O Rio Ave, 16º classificado, disputou um play-off com o Arouca, 3º classificado da Segunda Liga de 2020–21 a 2 mãos para decidir a equipa a participar na Primeira Liga de 2021–22.

### Primeira mão
| 26 Maio 2021 | Arouca                                          | 3 – 0 | Rio Ave | Estádio Municipal de Arouca, Arouca |
| 21:45 UTC+1  | Pité 43' · Sema Velásquez 58' · André Silva 75' |       |         | Público: 0 Árbitro: João Pinheiro   |

### Segunda mão
| 30 Maio 2021 | Rio Ave | 0 – 2     | Arouca                           | Estádio dos Arcos, Vila do Conde |
| 19:00 UTC+1  |         | Relatório | Arsénio 32' · Sema Velásquez 59' | Público: 0 Árbitro: Hugo Miguel  |

Arouca venceu a eliminatória por 5–0.

## Prémios
Atualizado em 19 de maio de 2021[carece de fontes?]

### Melhores Marcadores
| Posição | Jogador         | Clube             | Golos |
| ------- | --------------- | ----------------- | ----- |
| 1       | Pedro Gonçalves | Sporting          | 23    |
| 2       | Haris Seferović | Benfica           | 22    |
| 3       | Mehdi Taremi    | Porto             | 16    |
| 4       | Mario González  | Tondela           | 15    |
| 5       | Carlos          | Santa Clara       | 14    |
| 6       | Sérgio Oliveira | Porto             | 13    |
| 7       | Beto            | Portimonense      | 11    |
| 8       | Mateo Cassierra | Belenenses SAD    | 10    |
| 9       | Rodrigo Pinho   | Marítimo          | 9     |
| 9       | Joel Tagueu     | Marítimo          | 9     |
| 9       | Ricardo Horta   | Braga             | 9     |
| 9       | Douglas Tanque  | Paços de Ferreira | 9     |
| 9       | Ryan Gauld      | Farense           | 9     |

### Assistências
| Posição | Jogador          | Clube                       | Assistências |
| ------- | ---------------- | --------------------------- | ------------ |
| 1       | Mehdi Taremi     | Porto                       | 11           |
| 2       | Darwin Núñez     | Benfica                     | 10           |
| 3       | Alex Grimaldo    | Benfica                     | 9            |
| 3       | Everton          | Benfica                     | 9            |
| 4       | Otávio           | Porto                       | 8            |
| 5       | Jesús Corona     | Porto                       | 7            |
| 5       | Ryan Gauld       | Farense                     | 7            |
| 8       | Rochinha         | Vitória de Guimarães        | 6            |
| 8       | Nuno Santos      | Sporting                    | 6            |
| 8       | Paulinho         | Sporting de Braga, Sporting | 6            |
| 8       | Haris Seferovic  | Benfica                     | 6            |
| 8       | Alberth Elis     | Boavista                    | 6            |
| 8       | Ricardo Quaresma | Vitória de Guimarães        | 6            |

### Onze do ano
| Posição | Nome do jogador  | Nome do clube |
| ------- | ---------------- | ------------- |
| GR      | António Adán     | Sporting      |
| LD      | Pedro Porro      | Sporting      |
| DC      | Sebastián Coates | Sporting      |
| DC      | Pepe             | Porto         |
| LE      | Nuno Mendes      | Sporting      |
| MD      | João Palhinha    | Sporting      |
| MC      | Sérgio Oliveira  | Porto         |
| ED      | Pedro Gonçalves  | Sporting      |
| PL      | Mehdi Taremi     | Porto         |
| PL      | Haris Seferović  | Benfica       |
| EE      | Carlos Júnior    | Santa Clara   |

### Melhor jogador
- Sebastián Coates (Sporting);

### Melhor jovem jogador
- Pedro Gonçalves (Sporting);

### Melhor guarda-redes
- António Adán (Sporting);

### Melhor treinador
- Rúben Amorim (Sporting);

### Prémio Neno de Fair-play
- Jogador:  Luís Diaz (Porto)
- Clube: Moreirense[10]

## Campeão
| Campeonato de Portugal de Primeira Divisão 2020/2021 |
| ---------------------------------------------------- |
| Sporting 19.º Título                                 |